# Каратобе (Кемекалганський сільський округ)
Каратобе́ (каз. Қаратөбе) — село у складі Толебійського району Туркестанської області Казахстану. Входить до складу Кемекалганського сільського округу.
Населення — 411 осіб (2021; 640 у 2009, 135 у 1999, 345 у 1989).